# Salmo 96

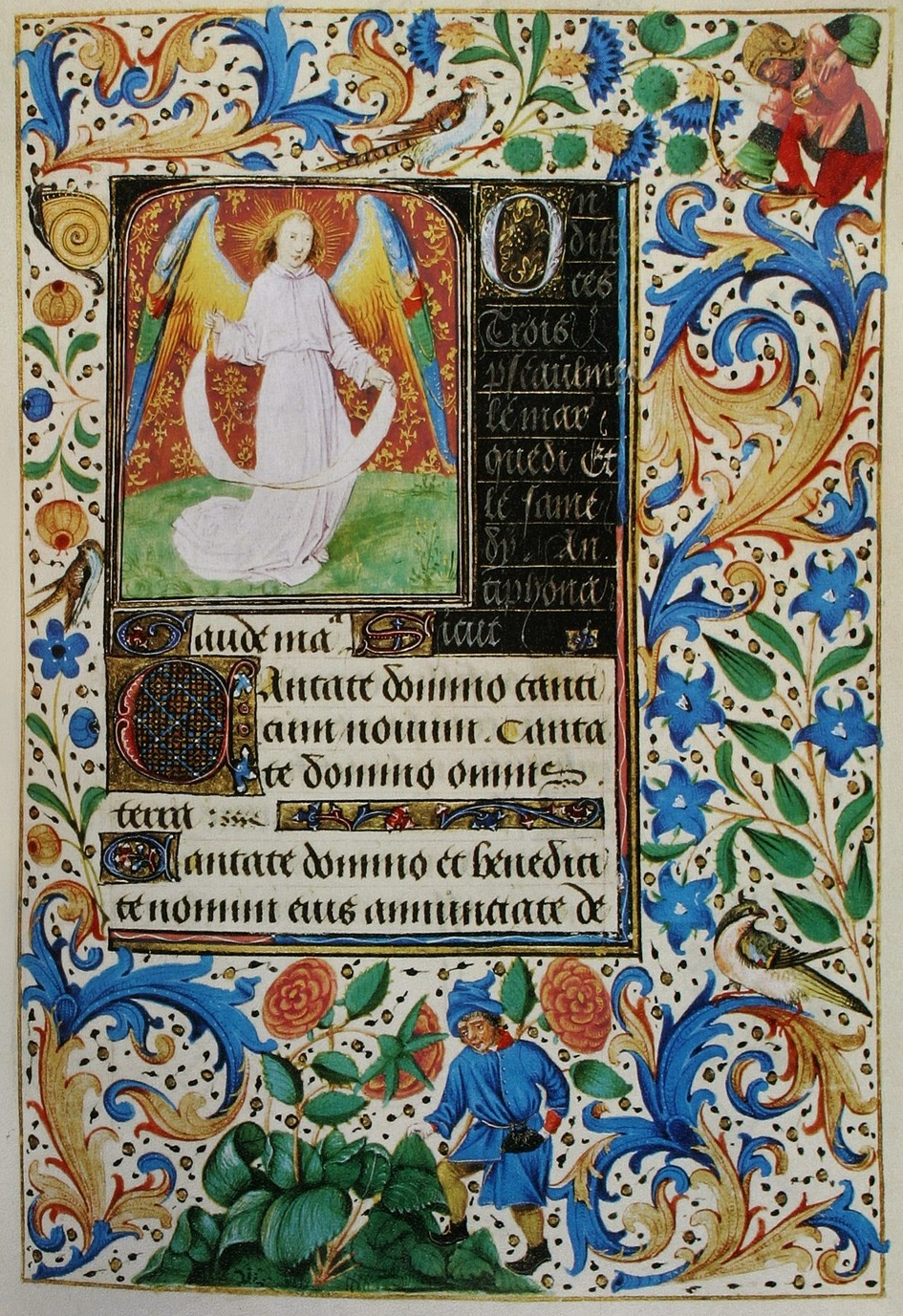
Comienzo de Cantate Domino en las Horas de María de Borgoña, 1477

El Salmo 96 es el salmo 96 del Libro de los Salmos, un himno. El primer versículo del salmo llama a alabar cantando, en español en la versión Reina-Valera: «Cantad a Dios un cántico nuevo». Al igual que el Salmo 98 («Cantad al Señor») y el Salmo 149, el salmo llama a alabar a Dios con música y danza, porque ha elegido a su pueblo y lo ha ayudado a alcanzar la victoria. Es uno de los salmos reales que alaban a Dios como Rey de su pueblo.
En el sistema de numeración ligeramente diferente utilizado por la Septuaginta griega y la Vulgata latina, este salmo es el «Salmo 95». En latín, se conoce como «Cantate Domino canticum novum».
El salmo forma parte habitual de las liturgias judía, católica, luterana y anglicana. La conclusión en latín, «Laetentur caeli», se utiliza durante la liturgia de la noche de Navidad. El salmo o sus versículos se han parafraseado en himnos y a menudo se ha puesto música, en particular por Händel en sus Himnos de Navidad, por Mendelssohn que lo citó en un movimiento de su sinfonía coral Sinfonía n.º 2 (Mendelssohn), y Zoltán Gárdonyi como parte de tres motetes.
Íncipit: «Cantad a Dios un cántico nuevo; cantad a Dios, toda la tierra». (en hebreo שירו ליהוה שיר חדש שירו ליהוה כל־הארץ). 

## Antecedentes y temas
Según Radak, este salmo fue compuesto por David cuando llevó el Arca de la Alianza a Jerusalén. Ese día, David compuso dos canciones: «Hodu» y «Cantad a Jehová, toda la tierra» (versículo 2 de este salmo, que también está registrado en 16:23). Como se relata en 16:7, David ordenó a Asaph y a sus hermanos que cantaran estos himnos a diario. El «Hodu» se cantaba ante el Arca cada mañana, y el Salmo 96 se cantaba ante el Arca cada tarde, hasta que se construyó el Templo y el Arca se trasladó a él. Sin embargo, Alexander Kirkpatrick asocia la «novedad» del canto con la liberación de Israel del cautiverio babilónico, inaugurando «una nueva etapa en la historia de la nación». Señala que el título de la Septuaginta para este salmo es «Cuando se estaba construyendo la casa después del cautiverio».
En hebreo, este salmo se conoce como Shiru Lashem («Canta al Señor»), y repite la palabra «canta» tres veces. Según el Midrash Tehillim, estas tres ocasiones aluden a los tres servicios de oración diarios «cuando Israel canta alabanzas a Dios». Son: Shajarit, la oración de la mañana, que corresponde a «Canta un cántico nuevo al Señor» (versículo 1); Minjá, la oración de la tarde, que corresponde a «Cantad al Señor, toda la tierra» (versículo 1); y Maariv, la oración de la noche, que corresponde a «Cantad al Señor, bendecid Su Nombre» (versículo 2). 
En opinión del ministro bautista Charles Spurgeon, el Salmo 96 es un «himno misionero». Se combina específicamente con el Salmo 95, que describe la «dureza de corazón de Israel» hacia Dios en el desierto. Los eruditos cristianos afirman que Israel empleó esa misma dureza de corazón para rechazar a Jesús como el Mesías, por lo que ahora los cristianos tienen la tarea de declarar el evangelio al mundo.Cole, Steven J. (2009). «Salmo 96: Adorar, dar testimonio, esperar». bible.org. Consultado el 7 de enero de 2018. Matthew Henry interpreta los versículos 10 a 13 de este salmo como instrucciones sobre qué decir para aquellos que predican el Evangelio.
Los eruditos bíblicos señalan numerosas similitudes temáticas y estructurales entre el Salmo 96 y el Salmo 97, que son salmos de la «Realeza de YHWH».

## Texto
La siguiente tabla muestra el texto en hebreo del Salmo con vocales, junto con el texto griego koiné de la Septuaginta y la traducción al español de la Biblia del Rey Jacobo. Tenga en cuenta que el significado puede variar ligeramente entre estas versiones, ya que la Septuaginta y el texto masorético provienen de tradiciones textuales diferentes. En la Septuaginta, este salmo está numerado como Salmo 95.
| #  | Hebreo                                                         | Español | Griego |
| -- | -------------------------------------------------------------- | --- | --- |
| 1  | שִׁ֣ירוּ לַ֭יהֹוָה שִׁ֣יר חָדָ֑שׁ שִׁ֥ירוּ לַ֝יהֹוָ֗ה כׇּל־הָאָֽרֶץ׃                         | Cantad al Señor un cántico nuevo; cantad al Señor, toda la tierra.                                                                   | ῞Οτε ὁ οἶκος ᾠκοδομεῖτο μετὰ τὴν αἰχμαλωσίαν· ᾠδὴ τῷ Δαυΐδ. - ΑΣΑΤΕ τῷ Κυρίῳ ᾆσμα καινόν, ᾄσατε τῷ Κυρίῳ πᾶσα ἡ γῆ·                  |
| 2  | שִׁ֣ירוּ לַ֭יהֹוָה בָּרְכ֣וּ שְׁמ֑וֹ בַּשְּׂר֥וּ מִיּֽוֹם־לְ֝י֗וֹם יְשׁוּעָתֽוֹ׃                     | Cantad al Señor, bendecid su nombre; proclamad su salvación día tras día.                                                            | ᾄσατε τῷ Κυρίῳ· εὐλογήσατε τὸ ὄνομα αὐτοῦ, εὐαγγελίζεσθε ἡμέραν ἐξ ἡμέρας τὸ σωτήριον αὐτοῦ·                                         |
| 3  | סַפְּר֣וּ בַגּוֹיִ֣ם כְּבוֹד֑וֹ בְּכׇל־הָ֝עַמִּ֗ים נִפְלְאוֹתָֽיו׃                           | Declare su gloria entre las naciones, sus maravillas entre todos los pueblos.                                                        | ἀναγγείλατε ἐν τοῖς ἔθνεσι τὴν δόξαν αὐτοῦ, ἐν πᾶσι τοῖς λαοῖς τὰ θαυμάσια αὐτοῦ.                                                    |
| 4  | כִּ֥י גָ֘ד֤וֹל יְהֹוָ֣ה וּמְהֻלָּ֣ל מְאֹ֑ד נוֹרָ֥א ה֝֗וּא עַל־כׇּל־אֱלֹהִֽים׃                   | Porque el Señor es grande y digno de ser alabado; es temible sobre todos los dioses.                                                 | ὅτι μέγας Κύριος καὶ αἰνετὸς σφόδρα, φοβερός ἐστιν ὑπὲρ πάντας τοὺς θεούς·                                                           |
| 5  | כִּ֤י ׀ כׇּל־אֱלֹהֵ֣י הָעַמִּ֣ים אֱלִילִ֑ים וַ֝יהֹוָ֗ה שָׁמַ֥יִם עָשָֽׂה׃                      | Porque todos los dioses de las naciones son ídolos, pero el Señor hizo los cielos.                                                   | ὅτι πάντες οἱ θεοὶ τῶν ἐθνῶν δαιμόνια, ὁ δὲ Κύριος τοὺς οὐρανοὺς ἐποίησεν.                                                           |
| 6  | הוֹד־וְהָדָ֥ר לְפָנָ֑יו עֹ֥ז וְ֝תִפְאֶ֗רֶת בְּמִקְדָּשֽׁוֹ׃                               | El honor y la majestad están delante de él; la fuerza y la belleza están en su santuario.                                            | ἐξομολόγησις καὶ ὡραιότης ἐνώπιον αὐτοῦ. ἁγιωσύνη καὶ μεγαλοπρέπεια ἐν τῷ ἁγιάσματι αὐτοῦ.                                           |
| 7  | הָב֣וּ לַ֭יהֹוָה מִשְׁפְּח֣וֹת עַמִּ֑ים הָב֥וּ לַ֝יהֹוָ֗ה כָּב֥וֹד וָעֹֽז׃                      | Dad al Señor, oh familias de los pueblos, dad al Señor gloria y fuerza.                                                              | ἐνέγκατε τῷ Κυρίῳ, αἱ πατριαὶ τῶν ἐθνῶν, ἐνέγκατε τῷ Κυρίῳ δόξαν καὶ τιμήν·                                                          |
| 8  | הָב֣וּ לַ֭יהֹוָה כְּב֣וֹד שְׁמ֑וֹ שְׂאֽוּ־מִ֝נְחָ֗ה וּבֹ֥אוּ לְחַצְרוֹתָֽיו׃                     | Dad al Señor la gloria que le corresponde por su nombre; traed ofrendas y entrad en sus atrios.                                      | ἐνέγκατε τῷ Κυρίῳ δόξαν ὀνόματι αὐτοῦ, ἄρατε θυσίας καὶ εἰσπορεύεσθε εἰς τὰς αὐλὰς αὐτοῦ·                                            |
| 9  | הִשְׁתַּחֲו֣וּ לַ֭יהֹוָה בְּהַדְרַת־קֹ֑דֶשׁ חִ֥ילוּ מִ֝פָּנָ֗יו כׇּל־הָאָֽרֶץ׃                     | Adorad al Señor en la belleza de la santidad: temed ante él, toda la tierra.                                                         | προσκυνήσατε τῷ Κυρίῳ ἐν αὐλῇ ἁγίᾳ αὐτοῦ, σαλευθήτω ἀπὸ προσώπου αὐτοῦ πᾶσα ἡ γῆ.                                                    |
| 10 | אִמְר֤וּ בַגּוֹיִ֨ם ׀ יְ֘הֹוָ֤ה מָלָ֗ךְ אַף־תִּכּ֣וֹן תֵּ֭בֵל בַּל־תִּמּ֑וֹט יָדִ֥ין עַ֝מִּ֗ים בְּמֵישָׁרִֽים׃   | Decid entre las naciones que el Señor reina: el mundo también será establecido y no será movido; juzgará a los pueblos con justicia. | εἴπατε ἐν τοῖς ἔθνεσιν· ὁ Κύριος ἐβασίλευσε, καὶ γὰρ κατώρθωσε τὴν οἰκουμένην, ἥτις οὐ σαλευθήσεται, κρινεῖ λαοὺς ἐν εὐθύτητι.       |
| 11 | יִשְׂמְח֣וּ הַ֭שָּׁמַיִם וְתָגֵ֣ל הָאָ֑רֶץ יִֽרְעַ֥ם הַ֝יָּ֗ם וּמְלֹאֽוֹ׃                          | Que se regocijen los cielos, y se alegre la tierra; que brame el mar y todo lo que lo llena.                                         | εὐφραινέσθωσαν οἱ οὐρανοὶ καὶ ἀγαλλιάσθω ἡ γῆ, σαλευθήτω ἡ θάλασσα καὶ τὸ πλήρωμα αὐτῆς·                                             |
| 12 | יַעֲלֹ֣ז שָׂ֭דַי וְכׇל־אֲשֶׁר־בּ֑וֹ אָ֥ז יְ֝רַנְּנ֗וּ כׇּל־עֲצֵי־יָֽעַר׃                       | Que se alegren los campos y todo lo que hay en ellos; entonces se regocijarán todos los árboles del bosque.                          | χαρήσεται τὰ πεδία καὶ πάντα τὰ ἐν αὐτοῖς· τότε ἀγαλλιάσονται πάντα τὰ ξύλα τοῦ δρυμοῦ                                               |
| 13 | לִפְנֵ֤י יְהֹוָ֨ה ׀ כִּ֬י בָ֗א כִּ֥י בָא֮ לִשְׁפֹּ֢ט הָ֫אָ֥רֶץ יִשְׁפֹּֽט־תֵּבֵ֥ל בְּצֶ֑דֶק וְ֝עַמִּ֗ים בֶּאֱמוּנָתֽוֹ׃ | Ante el Señor: porque viene, porque viene a juzgar la tierra; juzgará al mundo con justicia y a los pueblos con su verdad.           | πρὸ προσώπου τοῦ Κυρίου, ὅτι ἔρχεται, ὅτι ἔρχεται κρῖναι τὴν γῆν. κρινεῖ τὴν οἰκουμένην ἐν δικαιοσύνῃ καὶ λαοὺς ἐν τῇ ἀληθείᾳ αὐτοῦ. |

### Testigos textuales
Algunos de los primeros manuscritos que contienen el texto de este capítulo en hebreo bíblico pertenecen a la tradición del texto masorético, que incluye el Códice de Alepo (siglo X) y el Códice de Leningrado (1008).
El palimpsesto existente AqTaylor incluye una traducción al griego koiné realizada por Aquila de Sinope alrededor del año 130 d. C., que contiene los versículos 7-13.

## Comentarios

### De la Iglesia católica

#### A todo el salmo
El Salmo 96 se encuentra también, con leves diferencias, en 1 Crónicas 16,23-33, donde se integra junto con fragmentos de los Salmos 105,1-15 y 106,47-48 como parte de un cántico de acción de gracias tras el traslado del Arca de la Alianza a Jerusalén. Este salmo refleja además el contexto histórico del regreso del exilio y forma parte del conjunto de salmos que exaltan la realeza de Dios (Salmos 93-100). Continúa la invitación del salmo anterior (Sal 95,1) a cantar al Señor, ampliándola ahora a toda la tierra (Sal 96,1). La estructura del salmo comienza con un llamado universal a alabar al Señor (vv. 1-3), seguido por la afirmación de que solo Él es el Dios verdadero, frente a los ídolos (vv. 4-6). Luego se invita a los pueblos a ofrecerle dones y adorarlo (vv. 7-9) y finalmente a proclamar su reinado, alegrando a toda la creación (vv. 10-13).
El Salmo 96 anuncia una salvación universal y futura, en sintonía con textos proféticos de Isaías. Esta dimensión mesiánica apunta a la obra redentora de Cristo, cuya manifestación definitiva implica la participación gozosa de toda la creación, tal como lo expresa San Pablo en Romanos 8,21-22. Por ello, la liturgia de la Iglesia proclama este salmo, junto con los Salmos 97 y 98, durante la solemnidad de la Navidad, invitando a alegrarse por la salvación que ya ha comenzado con el nacimiento del Salvador.

#### A los versículos 1-9
La expresión «un cántico nuevo» puede aludir tanto a una nueva composición litúrgica como a la novedad que representa la adoración al Dios de Israel por parte de las naciones (vv. 3, 7, 10). El único Dios, creador del universo, es el mismo que manifiesta su gloria en el Templo de Jerusalén y brinda protección a su pueblo ( Sal 90,1-2). Por esta razón, todos los pueblos son convocados a rendirle culto en ese lugar, presentándole ofrendas conforme a las prescripciones litúrgicas.

#### A los versículos 10-13
También se invita a las naciones a anunciar que el Dios que sostiene el orden del universo es el mismo que establece la justicia entre los pueblos (v. 10). La esperanza en su intervención, basada en la manifestación de su justicia y rectitud —entendida como la eliminación del mal y el cumplimiento de sus promesas a escala universal—, da lugar a una convocatoria dirigida a toda la creación. Incluso los elementos inanimados son llamados a participar en la alegría por la venida del Señor que juzga con fidelidad (vv. 11-13).

¿Qué significan esta justicia y esta fidelidad? En el momento de juzgar reunirá junto a sí a sus elegidos y apartará de sí a los demás, ya que pondrá a unos a la derecha y a otros a la izquierda. ¿Qué más justo y equitativo que no esperen misericordia del juez aquellos que no quisieron practicar la misericordia antes de la venida del juez? En cambio, los que se esforzaron en practicar la misericordia serán juzgados con misericordia

## Versículo 1
¡Oh, cantad al Señor un cántico nuevo!
Cantad al Señor, toda la tierra.
Estas palabras coinciden con las del profeta Isaías en Isaías 42:10.

## Versículo 10
Decid entre las naciones: «El Señor reina»
El mundo también está firmemente establecido
No se moverá
Él juzgará a los pueblos con justicia
Muchos manuscritos latinos antiguos de la Vetus Latina dicen «Dominus regnavit a ligno», que significa «El Señor reina desde la madera» o «El Señor reina desde el árbol». Esta lectura no aparece en ningún manuscrito hebreo, y su única aparición en un manuscrito griego del Antiguo Testamento (como ἀπὸ τῷ ξύλω) está en un manuscrito bilingüe griego-latín, el Codex Veronensis. Tampoco aparece en el pasaje paralelo en 1 Crónicas 16:31. Sin embargo, Justino Mártir hace referencia a ella en su Diálogo con Trifón (c. 160 d. C.), acusando a los judíos de haberlo omitido. San Agustín lo cita en su comentario sobre los salmos (c. 430 d. C.), relacionándolo con la crucifixión de Jesús, al igual que otros Padres de la Iglesia, como Tertuliano, Cipriano y Lactancio. Jerónimo no lo incluyó en la Vulgata porque no pudo encontrarlo en ningún manuscrito hebreo. A pesar de esto, entró en la hipnología cristiana y en los textos litúrgicos, como el Salterio Romano, el himno Vexilla regis prodeunt y la Agpeya, haciéndose así familiar para muchos cristianos.
La mayoría de los críticos bíblicos creen que las palabras «de la madera» fueron añadidas por un escriba cristiano primitivo, tal vez como una glosa que luego se incorporó al texto principal.  Sin embargo, el padre John Hunwicke planteó la hipótesis de que, si el versículo es original, podría haberse referido originalmente al Arca de la Alianza de madera y a su victoria sobre el dios Dagon de los filisteos.

## Usos

### Judaísmo
El Salmo 96 es el segundo de los seis salmos recitados durante el servicio de Kabbalat Shabat (Bienvenida al Shabat) en las comunidades asquenazí, jasídica y algunas sefardíes.  Estos seis salmos representan los seis días de la semana, correspondiendo el Salmo 96 al segundo día de la semana (lunes).
Los versículos 4 y 9 forman parte de Selijot.
El salmo 96 se recita para aumentar la alegría entre los miembros de la familia.

### Catolicismo
Los tres últimos versículos en latín, «Laetentur caeli», comprenden la antífona del ofertorio utilizada en la Misa Durante la Noche de la Natividad del Señor.